# 1129 Neujmina
Neujmina (asteróide 1129) é um asteróide da cintura principal com um diâmetro de 34,76 quilómetros, a 2,7866567 UA. Possui uma excentricidade de 0,0795809 e um período orbital de 1 924,17 dias (5,27 anos).
Neujmina tem uma velocidade orbital média de 17,11763765 km/s e uma inclinação de 8,60007º.
Esse asteróide foi descoberto em 8 de Agosto de 1929 por Praskovjya Parkhomenko.
O seu nome é uma homenagem ao astrónomo soviético Grigory Nikolaevich Neujmin.